# Forma extensiva d'un joc

Un joc representat en forma extensiva

La forma extensiva d'un joc és una especificació d'un joc en la teoria de jocs, que permet la representació explícita d'una sèrie d'aspectes importants del joc com la seqüència de moviments possibles dels jugadors, les seves eleccions en cada punt de decisió, la informació (possiblement imperfecte) que cada jugador té de l'altre jugador en alguns moviments quan es pren una decisió, i els guanys per a tots els resultats possibles del joc. La forma extensiva d'un joc també permet la representació de la informació incompleta en forma de casualitats codificats com "es mou per naturalesa".